# Kabuki
Kabuki (jap. 歌舞伎) – jeden z trzech głównych rodzajów tradycyjnego teatru japońskiego, wywodzący się z XVII wieku. Pozostałe dwa to nō (lub nōgaku) i bunraku.

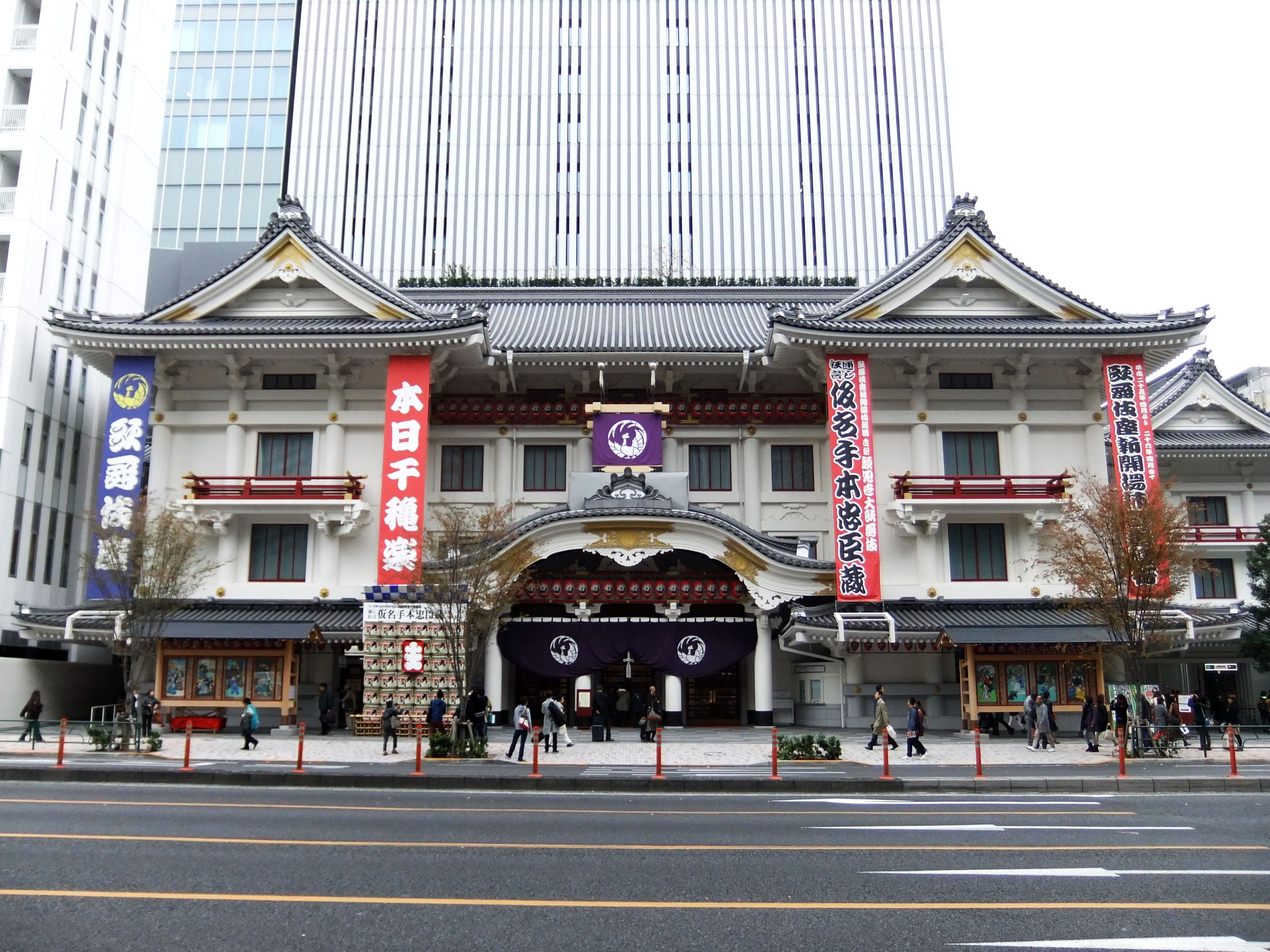
Kabuki-za – najsłynniejszy teatr kabuki – w tokijskiej dzielnicy Higashi Ginza. Zbudowany w 1889 roku, po gruntownym remoncie otwarty w 2013 roku.

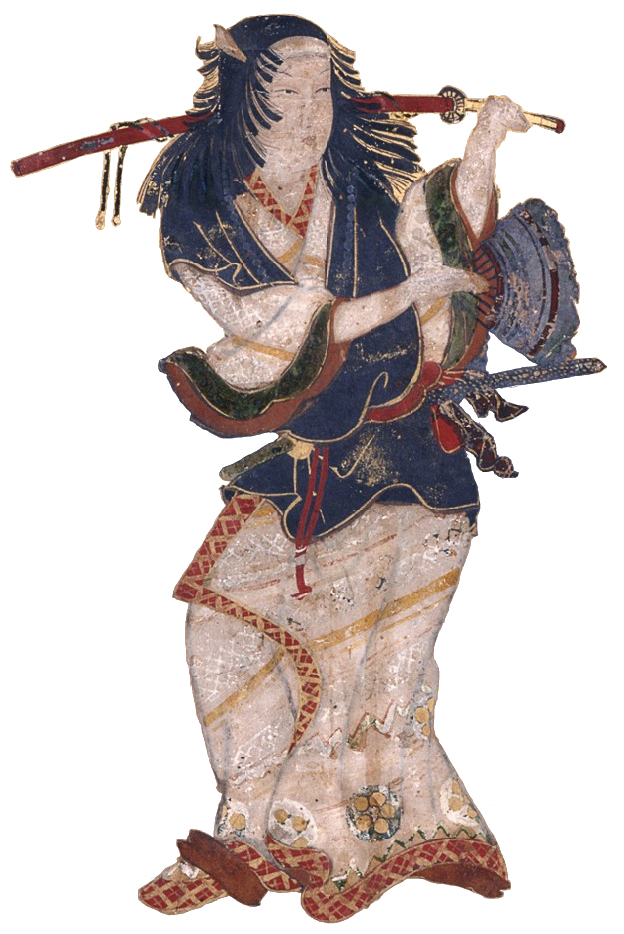
Izumo no Okuni

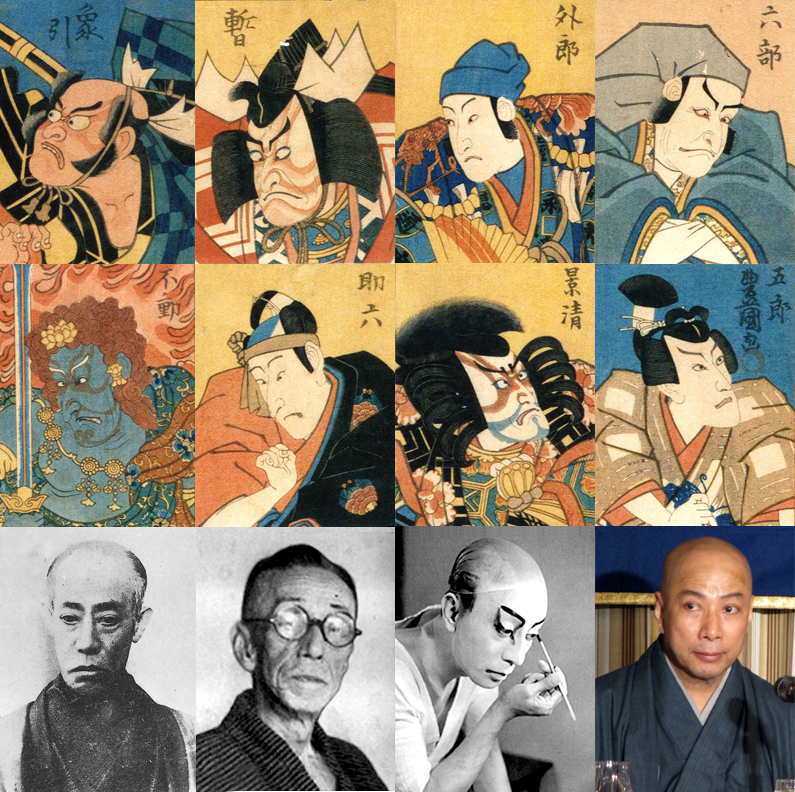
Danjūrō Ichikawa I–XII

W 2005 roku został proklamowany arcydziełem ustnego i niematerialnego dziedzictwa ludzkości, a w 2008 roku wpisany na listę niematerialnego dziedzictwa UNESCO.

## Etymologia
Znaki kanji, czytane od lewej do prawej, znaczą kolejno: śpiew (歌), taniec (舞) i umiejętność (伎). Z tego powodu kabuki jest niekiedy tłumaczone jako „sztuka śpiewu i tańca”. Są to jednak ateji, czyli znaki służące w języku japońskim do fonetycznego zapisu słów. Uważa się, że słowo kabuki wywodzi się od archaicznego czasownika kabuku, oznaczającego „bycie odmiennym, wyróżniającym się od otoczenia”, „odejście od normalnych manier i obyczajów”.

## Historia

### 1603–1629: kobiece kabuki
Historia kabuki rozpoczęła się w 1603 roku, gdy miko (kapłanka i tancerka shintō) z chramu Izumo o imieniu Okuni (Izumo no Okuni), zyskała sławę dzięki swoim występom, wraz ze swoją trupą, w chramie Kitano Tenman-gū w Kioto i w wyschniętym korycie rzeki Kamo przepływającej przez to miasto. Ich celem było zbieranie datków na rzecz swojego chramu, ale jej przedstawienia o lekkim charakterze, składające się z tańca (także zmysłowego) i komicznych skeczy (także erotycznych) zyskały szybko popularność w całym kraju, a „sztukę” tę nazwano kabuki, co oznaczało jej „niezwykły”, „szokujący” charakter.
Okuni została zaproszona do występu przed dworem cesarskim. Na fali tego sukcesu powstały konkurencyjne grupy nazywane kobiecym sarugaku (onna sarugaku) lub kobiecą farsą (onna kyōgen) i tak narodziło się kabuki jako taneczna sztuka wystawiana przez kobiety – forma bardzo odmienna od dzisiejszej. Duża część popularności kabuki w tym okresie wiązała się z rubasznymi, frywolnymi występami wielu naśladowców. Aktorki często były dostępne jako prostytutki promujące swoje usługi, a część męskiej widowni, która mogła sobie na to pozwolić, swobodnie z tego korzystała. Z tego powodu w okresie Edo kabuki było również zapisywane jako 歌舞妓 („śpiewająca i tańcząca prostytutka”).
Ze względu na to, że taka sytuacja doprowadziła m.in. do walk wśród widzów o względy tancerek, w 1629 roku siogunat rodu Tokugawa zabronił kobietom tych występów. Zastąpili je młodzi chłopcy (wakashu).

### 1629–1652: chłopięce kabuki
Powodem zakazu wydanego przez władze Tokugawów była nie tylko ochrona moralności. Część historyków sugeruje, że rząd był również zaniepokojony popularnością sztuk kabuki, przedstawiających zwykłe życie (a nie heroiczną przeszłość) oraz przenoszących na scenę niedawne skandale, niektóre z udziałem przedstawicieli administracji.

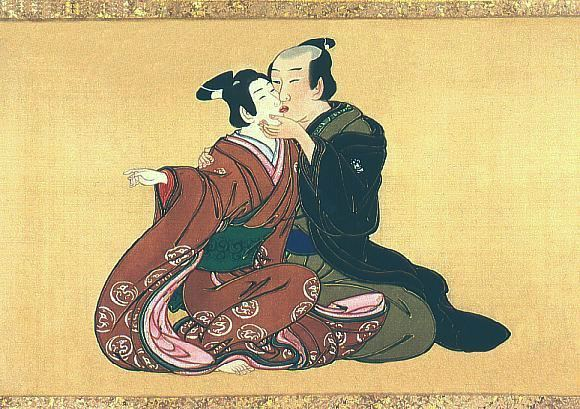
Schadzka mężczyzny i młodzieńca, prawdopodobnie aktora kabuki (młodzi aktorzy często byli poszukiwani przez mieszczan oddających się shudō)

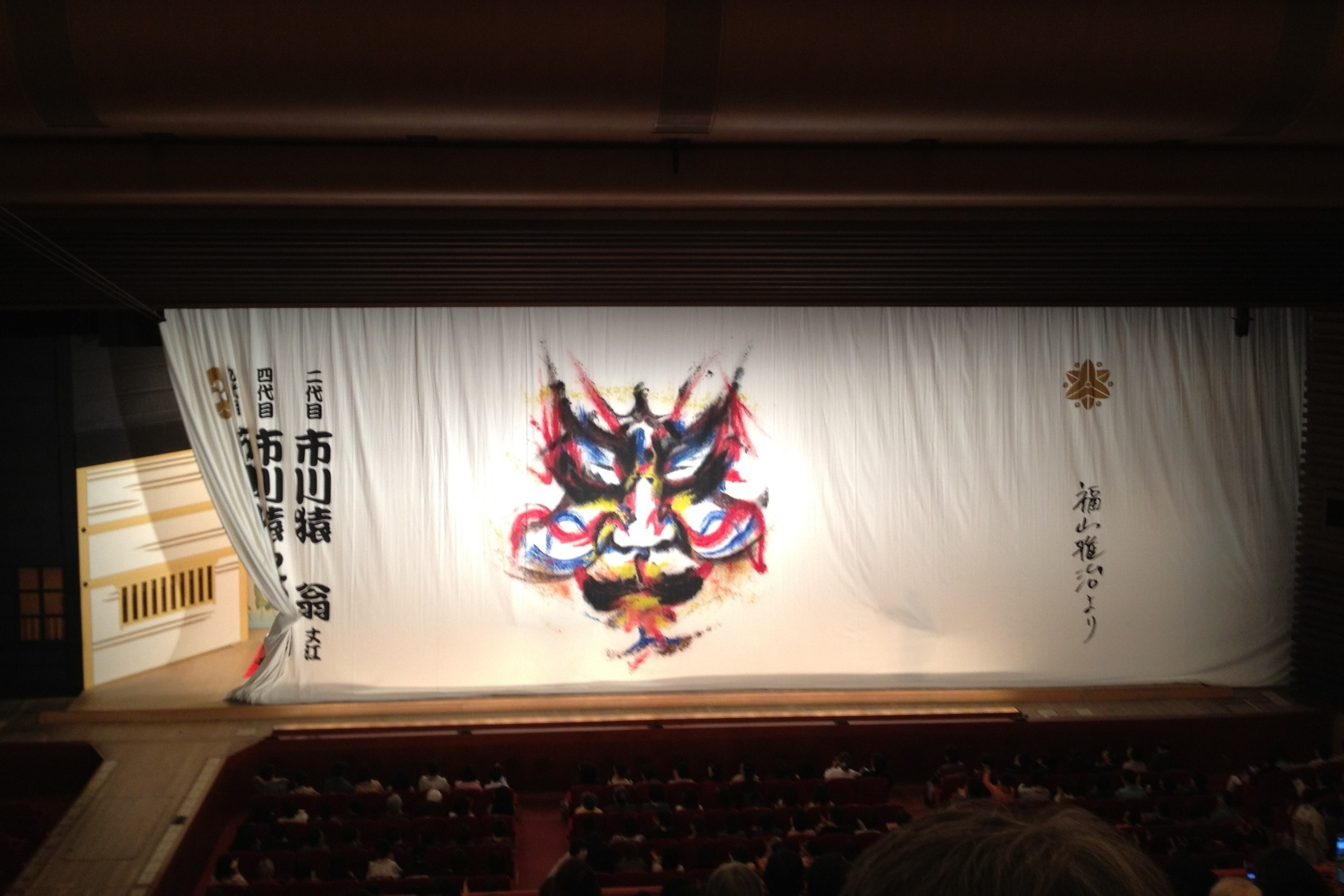
Kurtyna ozdobiona kumadori w teatrze Misono-za, Nagoja, 2013

Ponieważ kabuki było już bardzo popularne, po wykluczeniu kobiet z udziału w przedstawieniach ich rolę przejęli młodzi aktorzy płci męskiej. Wraz ze zmianą płci aktorów przyszła zmiana w rozłożeniu akcentów w przedstawieniach: większy nacisk zaczęto kłaść na akcję sceniczną niż na taniec. Jednakże przedstawienia były równie frywolne jak wcześniej, a młodzi aktorzy również uprawiali prostytucję (także dla męskiej części widowni). Widownia często się awanturowała, niekiedy wybuchały bójki, na przykład o przychylność szczególnie przystojnego młodego aktora. Doprowadziło to do wprowadzenia przez siogunat w 1652 roku zakazu występów młodych chłopców. Pozostali więc mężczyźni, którzy musieli grać również role kobiece.

### Po 1652: męskie kabuki
W 1652 roku władze zabroniły występów wakashu i wprowadziły zasadniczą reformę polegającą na oparciu przedstawień o kyōgen, w których używano współczesnego języka mówionego, ale styl gry był wysoce sformalizowany. Aktorami odnowionego kabuki zostali mężczyźni, tworząc yarō kabuki. Zostali oni zmuszeni do golenia przedniej części głowy (yarō atama), jak było to w ówczesnym zwyczaju okazywania pełnoletniości oraz do składania oświadczeń, że ich przedstawienia nie polegają na prowokacyjnym pokazywaniu swoich ciał i że nie będą angażować się w prostytucję.
W latach 60. XVII wieku zaczęto stosować szeroką platformę powiększającą scenę. Przekształciła się ona w pomost sięgający w głąb widowni o nazwie hanamichi. Jest on stosowany do dzisiaj i służy aktorom do wejść i wyjść. W 1664 roku dwa teatry (w Osace i Edo) wprowadziły kurtyny, co zwiększyło możliwości inscenizacyjne. W tym czasie wzrosło znaczenie ról onnagata (lub oyama), wymagających wielu lat ćwiczeń. 
W połowie XVII wieku miasta: Kioto, Osaka i Edo otrzymały pozwolenie na budowę stałych teatrów kabuki.

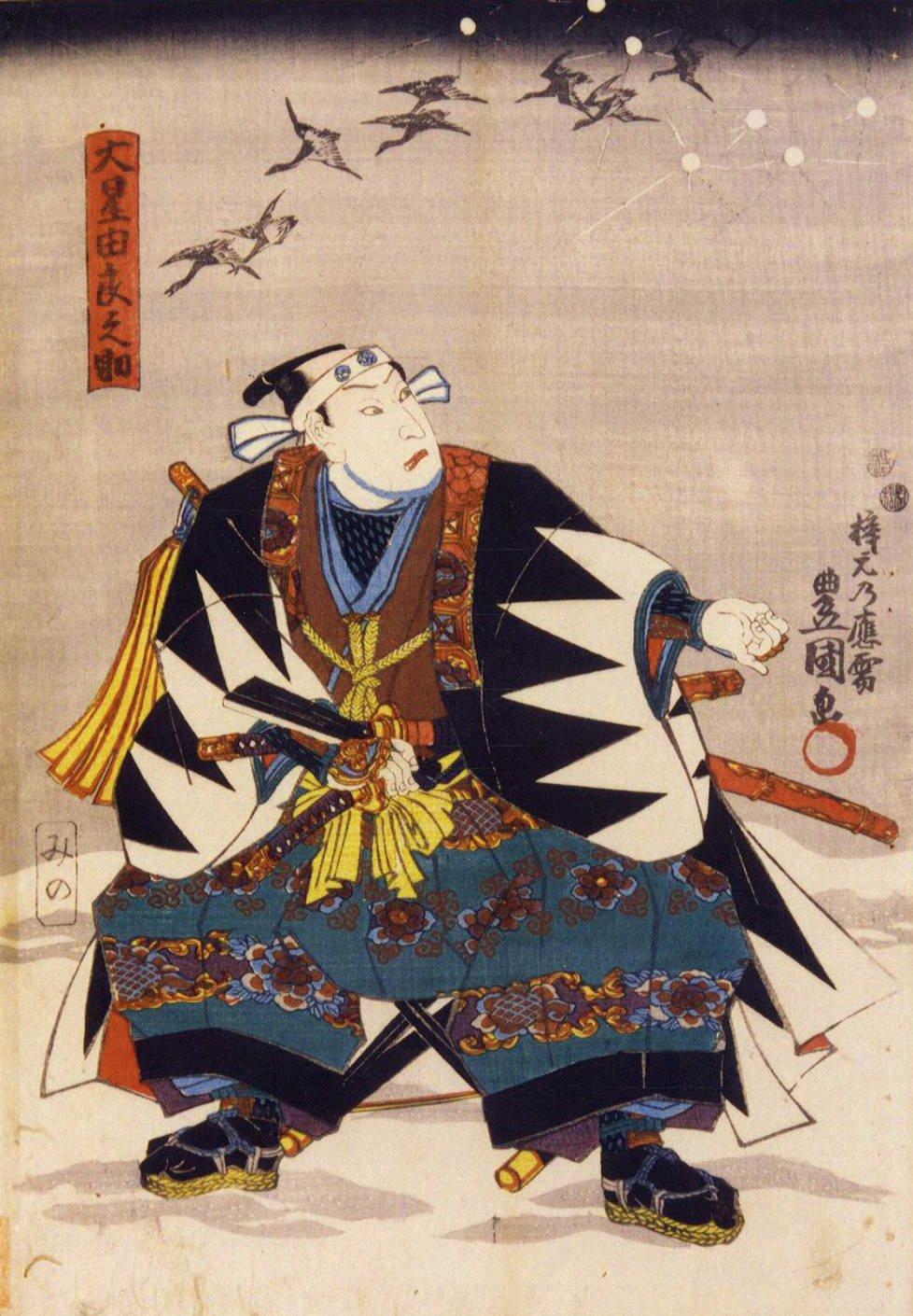
Toyokuni Utagawa III, Aktor Chōjūrō Sawamura V jako Yuranosuke Ōboshi w sztuce Skarbiec wasalnej lojalności

### 1688–1704: okres Genroku
W okresie Genroku (1688–1704), zwanym japońskim renesansem, tworzyło wielu wybitnych artystów: poeta Bashō Matsuo, pisarz Saikaku Ihara, dramaturg Monzaemon Chikamatsu, twórca barwnych drzeworytów ukiyo-e Moronobu Hishikawa, malarz Kōrin Ogata i wielu innych. 
W fazę prawdziwego rozkwitu weszło także kabuki. W tym właśnie czasie sformalizowano strukturę tej sztuki oraz wiele innych elementów stylizacji. Ustalono typy zachowań bohaterów. Teatr kabuki i ningyō-jōruri (forma teatru lalkowego, w późniejszym czasie znana jako bunraku) były w tym czasie mocno ze sobą powiązane i wzajemnie wpływały na swój rozwój. 
Monzaemon Chikamatsu, jeden z pierwszych zawodowych autorów sztuk kabuki, stworzył kilka znaczących dzieł, ale dziełem uważanym za najwybitniejsze jest Sonezaki shinjū (Samobójstwo kochanków w Sonezaki), początkowo przeznaczone dla teatru lalkowego Takemoto-za. Jak wiele innych sztuk bunraku została ona zaadaptowana dla kabuki, a także stała się źródłem inspiracji dla wielu naśladowców. W rzeczywistości ta i inne podobne sztuki wywołały tak wiele wzorowanych na nich prawdziwych samobójstw, że w 1723 roku rząd zabronił wystawiania shinjū-mono (sztuk o podwójnym samobójstwie kochanków). 
W okresie tym występowali wybitni aktorzy teatru kabuki: Ayame Yoshizawa I (1673–1729, role onnagata), Tōjūrō Sakata I (1647–1709, role romantycznych młodych mężczyzn), który stworzył łagodny styl gry o nazwie wagoto i Danjūrō Ichikawa I (1660–1704), który zasłużył się stworzeniem stylu aragoto oraz techniki gry o nazwie mie, polegającej na przyjmowaniu póz i wykonywaniu gestów silnie podkreślających lub przerywających akcję, oraz koncentrujących energię ciała aktora w głowie i twarzy, aby przyciągnąć uwagę widza, podobnie jak to się dzieje obecnie poprzez zbliżenia stosowane w filmie. Jego zasługą jest także przypominający maskę makijaż kumadori. Pod nazwiskiem Hyōgo Mimasuya pisał także sztuki. Był kiedyś uważany za rywala wielkiego Chikamatsu.
W połowie XVIII wieku kabuki na jakiś czas straciło na popularności, ustępując miejsca bunraku w roli głównej rozrywki niższych klas. Stało się to między innymi z powodu pojawienia się jednocześnie kilku utalentowanych dramaturgów bunraku. W rozwoju kabuki nie zdarzyło się nic wartego wzmianki aż do końca stulecia, gdy forma ta zaczęła wracać do łask.
W okresie Genroku (1688–1704) wykształciły się trzy rodzaje przedstawień kabuki:
- jidai-mono (時代物, historyczne, rozbudowane, o licznej obsadzie);
- sewa-mono (世話物, współczesne, obyczajowe, portretujące życie mieszczańskie, prezentowane w manierze realistycznej);
- shosagoto (所作事, taneczne, pantomimiczne).

### 1868–1912: okresMeiji

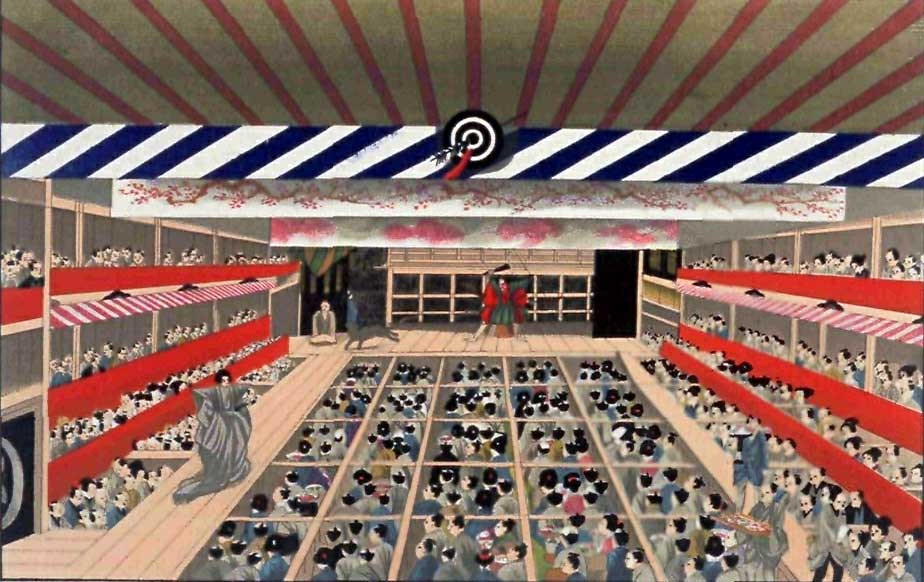
Przedstawienie kabuki około 1860; po lewej widoczny pomost hanamichi

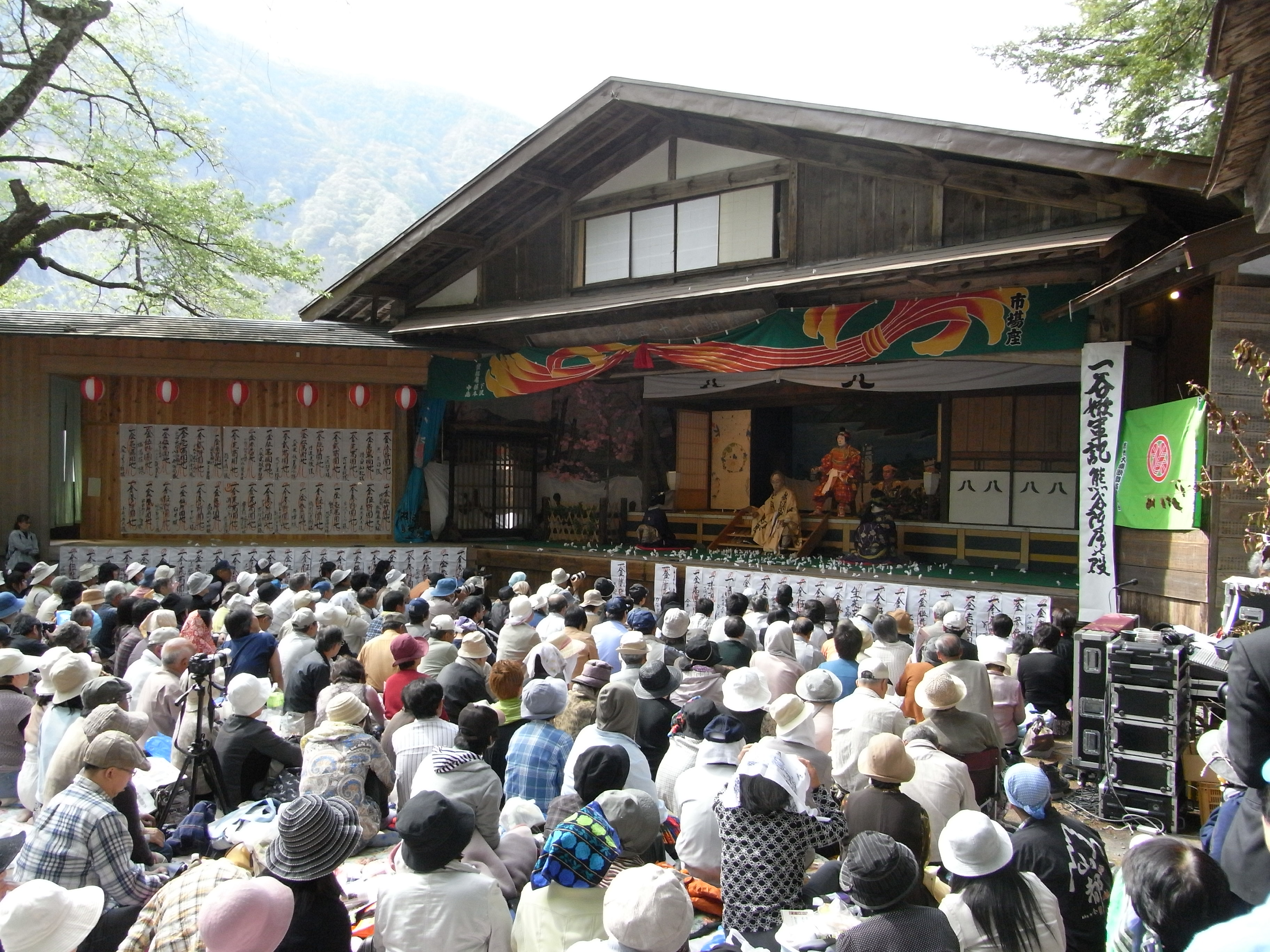
Spektakl w chramie Daiseki-jinja, w wiosce Ōshika, prefektura Nagano, 2009

Olbrzymie zmiany polityczne, gospodarcze i kulturowe rozpoczęte w 1868 roku, związane z upadkiem siogunatu Tokugawów, likwidacją klasy samurajskiej oraz otwarciem Japonii na Zachód, miały wpływ także na teatr kabuki. 
W początkach tego okresu dramaturg Mokuami Kawatake (1816–1893), który był ogniwem łączącym dramaty okresów Tokugawa i Meiji, tworzył sztuki o nazwie zangiri-mono ("sztuki ostrzyżonych włosów") z postaciami żołnierzy umundurowanych w zachodnim stylu i krótko ostrzyżonych włosach (po ścięciu charakterystycznego węzła chonmage na szczycie głowy) oraz z rolami onnagata również w strojach zachodnich. Dramaty te były swojego rodzaju karykaturami współczesnego mu życia i nie cieszyły się powodzeniem.
Znaczne zmiany zaszły m.in. dzięki aktorom: Danjūrō Ichikawa IX (1838–1903) i Kikugorō Onoe V (1844–1903), którzy rozumiejąc szybkie zmiany w społeczeństwie, opracowali nowe działania, które nie istniały w tradycyjnym kabuki. Danjūrō dążył do zmiany fikcyjnej ekspresji, stroju, makijażu i kostiumu, na styl bliższy rzeczywistości. Jednocześnie rząd próbował podnieść kabuki do gatunku teatralnego o wyższym statusie kulturalnym, zmierzając do uczynienia z niego sztuki, która mogłaby być do przyjęcia dla wyższych rangą przedstawicieli rządu i ważnych gości zagranicznych.
Zbieżność poglądów rządu i wysiłków aktora doprowadziła ruch teatralny do znacznej poprawy jakościowej w ciągu następnych 20 lat. Danjūrō organizował spektakle znane jako katsureki-mono, które kładły nacisk na wierne przedstawianie wydarzeń historycznych, zastępując dotychczasowy, fantazyjny styl teatralny. Otwarto nowy budynek teatru Shintomi-za (dawny Morita-za) w Edo w 1878 roku, gdzie zainstalowano m.in. oświetlenie gazowe. W 1887 roku występy aktorów kabuki na specjalnym przedstawieniu w rezydencji jednego z arystokratów oglądał cesarz Meiji, co zwiększyło natychmiast prestiż tego teatru i sztuki.

### Kabuki po II wojnie światowej
Wiele teatrów kabuki zostało zniszczonych podczas bombardowań w czasie II wojny światowej, ale już we wrześniu 1945 roku wznowiono spektakle w teatrze Tōkyō Gekijō, który pozostał nietknięty. Wkrótce jednak amerykańskie władze okupacyjne zabroniły wykonywania głównych pozycji repertuarowych, w tym Skarbiec wasalnej lojalności, ponieważ uznały ich treść za feudalną i antydemokratyczną. To był punkt krytyczny w istnieniu kabuki. Dzięki jednak wysiłkom ludzi zainteresowanych, przedstawienia zostały stopniowo dozwolone, a w 1947 roku stało się całkowicie możliwe wystawianie pełnego repertuaru.
Budynek teatru Kabuki-za został przebudowany w 1951 roku, a wystawienie "Genji monogatari" w tym samym roku stało się wielką sensacją, przywracając tej sztuce należne miejsce w tradycji kraju. Boom został wzmocniony w 1962 roku, kiedy po sześćdziesięciu latach powróciło nazwisko Danjūrō Ichikawa w XI pokoleniu słynnej rodziny aktorskiej. Jego występy były niezwykle popularne i wzmocniły „boom kabuki”. 
Aby ułatwić widzom odbiór trudnej sztuki, przedstawienia zostały skrócone, zwłaszcza w Kabuki-za, gdzie skoncentrowano się na prezentacji ulubionych aktów i scen, wzbogaconej o elementy taneczne. Teatr Narodowy (Kokuritsu Gekijō), w tokijskiej dzielnicy Chiyoda, kontynuuje natomiast prezentowanie sztuk w pełnej ich długości. Oznacza to, że spektakle trwają około pięciu godzin. 
We współczesnej Japonii kabuki pozostaje najpopularniejszą formą tradycyjnego teatru japońskiego, a najwybitniejsi aktorzy często pojawiają się w rolach telewizyjnych i filmowych. Przykładowo, dobrze znany onnagata, Tamasaburō Bandō V, zagrał w kilku sztukach (nie związanych z kabuki) i filmach, występując często w rolach kobiecych.
Niektóre zespoły kabuki wykorzystują obecnie kobiety do ról onnagata. Założono Ichikawa Kabuki-za, trupę składającą się wyłącznie z kobiet. W 2003 roku na brzegu rzeki Kamo, obok mostu Shijō w Kioto postawiono pomnik „założycielce” kabuki, Izumo no Okuni.

## Elementy kabuki

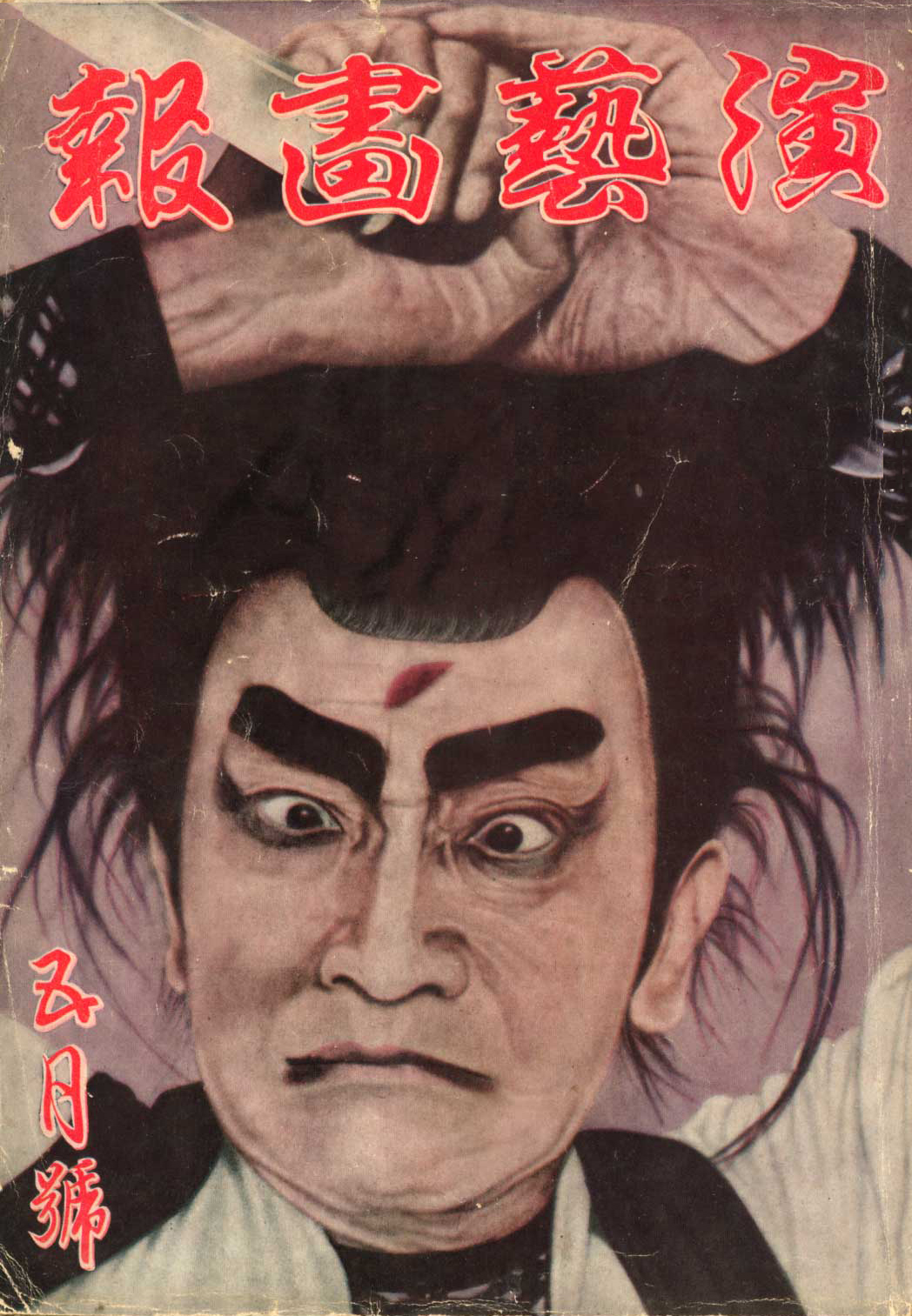
Aktor Danzō Ichikawa VII (1836–1911) jako Danjō Nikki na okładce magazynu teatralnego Engei Gahō, wyd. z maja 1928

Scena kabuki posiada przedłużenie zwane hanamichi (花道 dosł.: „ścieżka kwiatów”). Początkowo służyło ono jako przejście do wręczania kwiatów artystom. Obecnie jest to pomost wchodzący w widownię, po jej lewej stronie, służący wejściom i wyjściom bohaterów oraz do odgrywania akcji, które toczą się „z dala” od wydarzeń prezentowanych na głównej scenie. Teatry kabuki stopniowo wprowadzają urządzenia coraz bardziej wyrafinowane technologicznie. Innowacje takie jak obrotowa scena i zapadnie, wprowadzone w XVIII wieku, znacznie wzbogaciły inscenizację sztuk kabuki.
W kabuki, podobnie jak w niektórych innych rodzajach japońskiej sztuki scenicznej, scenografia i stroje są zmieniane niekiedy podczas trwania akcji, z aktorami pozostającymi na scenie i przy podniesionej kurtynie. Obsługa wchodzi na scenę, dodając i usuwając rekwizyty, tła i inne elementy scenerii. Członkowie obsługi, zawsze ubrani całkowicie na czarno, tradycyjnie są uważani za "niewidzialnych".
Wśród ważnych elementów teatru kabuki znajduje się mie (見得, 見栄 poza, gest). Aktor przybiera i utrzymuje wystylizowaną pozę, aby mocno określić charakter lub emocje swojego bohatera. Pozy ciała mają specjalne znaczenie, ale kluczem jest skoncentrowanie energii ciała w głowie i twarzy, aby przyciągnąć uwagę publiczności, podobnie jak zbliżenie w filmie.  
W okresie Edo widownia, która chciała wyrazić swój zachwyt używała kakegoe – okrzyku o ustalonej treści, który mógł wydać widz w każdym momencie spektaklu. Jest on traktowany w teatrze kabuki podobnie jak oklaski w Europie. Obecnie rozlega się tylko w punktach kulminacyjnych występu. 
Religie w Japonii (buddyzm, shintō) wpłynęły na niektóre pozy w tym teatrze. Jednym z popularniejszych motywów było popełnienie samobójstwa przez oboje kochanków, aby dostąpić reinkarnacji i żyć spokojniej w następnym życiu.
Keshō, lub charakteryzacja, jest cechą stylu łatwo rozpoznawalną nawet przez osoby niezorientowane w tej formie sztuki. Pył ryżowy jest używany do stworzenia białego podkładu oshiroi, a kumadori zmienia lub wzmacnia do przesady rysy twarzy, aby uzyskać dramatyczną, zwierzęcą lub nadnaturalną maskę dla aktorów.
Z kabuki wiąże się jeden ze stylów kaligraficznych, pochodzących z okresu Edo. Nazywa się on kantei-ryū (zob. fot. okładki magazynu teatralnego) i jest używany w reklamach, banerach i programach artystycznych dotyczących tego teatru. Podobne style zachowano dla zapasów sumo i tradycyjnej sztuki monologów komicznych rakugo.